# Richard von Funck
Pour les articles homonymes, voir Funck.
Ludwig Richard Johannes von Funck, baron von Funck depuis 1892 (né le 8 janvier 1841 à Herzberg (Elster) et mort le 9 août 1906 à Eisenach) est un général d'infanterie prussien et inspecteur général de l'enseignement militaire.

## Biographie

### Origine
Richard est le fils du conseiller gouvernemental prussien Ludwig Friedrich von Funck (mort en 1878) et de son épouse Marie, née Penner

### Carrière militaire
Funck étudie au lycée de Torgau et l'Université Robert-Charles de Heidelberg. En 1859, il est reçu dans le Corps Guestphalia Heidelberg (de). Le 1er octobre 1859, il entre comme volontaire d'un an dans le 20e régiment d'infanterie (pl) de l'armée prussienne. À la mi-décembre 1860, il est promu sous-lieutenant et transféré au 60e régiment d'infanterie (de) à Wriezen. Avec cette unité, Funck participe aux batailles de Windeby, Missunde, à la prise de Düppel et à la traversée vers Alsen lors de la guerre contre le Danemark en 1864. Après la fin de la guerre, il complète sa formation à l'Académie de guerre en octobre 1865. Il doit interrompre ce commandement en raison de la guerre contre l'Autriche en 1866. Après sa participation à la bataille de Sadowa et à l'accord de paix, Funck poursuit ses études à l'Académie de guerre jusqu'à fin juillet 1868. Entre-temps promu premier lieutenant, il est ensuite affecté au 11e régiment d'artillerie de campagne, puis au service de l'état-major général.
Pendant la durée de la situation mobile à l'occasion de la guerre contre la France, en 1870/71, il est affecté comme officier d'état-major au sein du Gouvernement général dans les 1er, 2e, 9e et le 10e corps d'armée. Du 24 janvier au 15 avril 1871, Funck est affecté à l'état-major du Grand Quartier général. Il est ensuite envoyé au service dans le 1er département des Affaires militaires A au ministère de la Guerre et est promu capitaine à la mi-juillet 1871 tout en conservant ce commandement et ce poste à la suite dans son régiment. En mai et juin 1876, Funck est brièvement commandant de compagnie du 6e régiment de grenadiers, promu major au ministère de la Guerre à la mi-décembre 1876 et reçoit la croix de chevalier de l'Ordre de la Maison royale de Hohenzollern en mai 1880. Après avoir servi comme commandant de bataillon au 26e régiment d'infanterie, il est transféré le 17 octobre 1883 au ministère de la Guerre pour s'occuper des affaires en tant que chef du département des vêtements. À ce titre, il est promu lieutenant-colonel à la mi-décembre 1884 et nommé chef de département le 23 septembre 1884. Peu de temps après, début octobre 1884, Funck est transféré jusqu'à nouvel ordre au département central et est nommé chef de ce département à la mi-février 1885. En tant que colonel, Funck commande du 22 mai 1889 au 16 avril 1890le 42e régiment d'infanterie à Stralsund. Promu général de division, il reçoit ensuite le commandement de la 55e brigade d'infanterie, stationné à Karlsruhe. Le 24 janvier 1891, Funck est chargé de représenter le directeur du Département d'économie militaire et le 9 février 1891, il est transféré parmi les officiers de l'armée, le laissant à ce commandement.
Lors de son transfert au ministère de la Guerre, Funck est nommé directeur du département le 7 mars 1891. Parallèlement, à partir du 15 mars 1891, il travaille également comme représentant adjoint au Conseil fédéral et, au cours des années suivantes, agit également à plusieurs reprises comme arbitre lors des manœuvres impériales. Il est promu lieutenant général à la mi-juin 1893 et est nommé commandant le 17 mars 1894 le 14e division d'infanterie à Düsseldorf. Le 27 janvier 1898, Funck est promu général d'infanterie et nommé inspecteur général de l'instruction et de la formation militaires. En reconnaissance de ses services, il reçoit la Grand-Croix de l'Ordre de l'Aigle rouge aux feuilles de chêne, la Grand-Croix de l'Ordre de la Couronne de Wurtemberg et l'Ordre de la Couronne, 1re classe. En accord avec sa demande d'adieu, il est mis à disposition avec la pension légale le 11 septembre 1903, sous le poste à la suite du 42e régiment d'infanterie. Funck est membre de la Société militaire en tant que président du 23 février 1898 jusqu'à sa mort

À l'occasion de sa mort, l'empereur Guillaume II ordonne que les officiers du 42e régiment d'infanterie de porter le deuil pendant trois jours. Par ailleurs, une délégation du régiment, composée d'un commandant, d'un major, d'un capitaine et d'un lieutenant, reçoit l'ordre d'assister aux funérailles

### Famille
Funck se marie avec Martha von Holtzendorff (1855-1884) à Gotha le 26 mars 1881. Elle est la sœur du grand amiral Henning von Holtzendorff. Le conseiller du gouvernement, Jürgen von Funck (de) (1882-1963), est issu de ce mariage. Après le décès prématuré de sa première femme, Funck se marie avec Emy von Schlichting (née en 1864) à Karlsruhe le 11 juin 1892. Ce mariage reste sans enfant.